# Vince Vouyer
Vince Vouyer né le 1er juin 1966  à Lowell (Massachusetts), est un réalisateur, producteur et acteur de films pornographiques américain.

## Biographie
Vince commence dans l'industrie du X en 1994 par l'intermédiaire d'Alicia Rio. Depuis il a joué dans plus de 800 films pour "Anabolic Video" et "Diabolic Video".
Vince Vouyer a aussi réalisé plus de 150 films comme les séries "Initiations #1-#8", "Lewd Conduct #1-#11" & "Nice Rack #1-#8".
Il a travaillé avec des vedettes du X français comme Élodie Chérie, Rebecca Lord, Liza Harper, Barbara Doll, Channone, Laure Sainclair, Chipy Marlow, Magella, Mylena, Océane, Olivia del Rio, Karen Lancaume, Fovéa, Illona, Dolly Golden, Bamboo et Delfynn Delage.
Il est parmi les producteurs du film 1 Night in Paris sur Red Light District Video.
En 2005 il quitte Red Light District, pour créer sa propre maison de production "Vouyer Media" avec l'aide de Steve Orenstein Wicked Pictures.

## Récompenses
- 1996 : AVN Award  - Best Couples Sex Scene for his work opposite Jenna Jameson in Conquest
- 1996 : AVN Award  - Most Outrageous Sex Scene in Shock with Shayla LaVeaux and T.T. Boy
- 1997 : AVN Award  - Best Group Sex Scene with Christy Canyon, Tony Tedeschi, and Steven St. Croix for The Show
- 2007 : AVN Award - Best Anal Sex Scene - Video for: Breakin' 'Em in 9 (2006) avec Amy Reid
- 2007 : UK Adult Film and Television Awards Best Overseas Film – Breakin 'Em In 9 (Vouyer Media)
- AVN Hall of Fame
- 2012 : XRCO Hall of Fame[2]

## Filmographie sélective
- 1995 : Taboo 14
- 1995 : Taboo 15
- 1996 : Taboo 16
- 1998 : Taboo 19
- 1999 : I Like to Play Games Too : Al